# Maria Lluïsa Güell López
Pour les articles homonymes, voir Güell et López.
Maria Lluïsa Güell López, née à Comillas, en Cantabrie, en 1873 et morte le 8 mai 1933 à Pau, dans les Pyrénées-Atlantiques, est une peintre et musicienne espagnole issue de la noblesse catalane.

## Biographie
Elle est la fille de l'industriel catalan Eusebi Güell et réside dans la résidence familiale du Palais Güell, à Barcelone.
Elle est connue comme la peintre des roses, ses modèles étant surtout floraux, toujours d'apparence sauvage, influencée par l'art japonais.
Elle peint Flors (Fleurs) en 1918 et présente l'œuvre Roses en 1921.
Elle participe à l'Exposition de Peinture, Sculpture, Dessins et Gravure dans le cadre de l'Exposition internationale de 1929 à Barcelone.
Elle étudie également le piano et l'orgue, et compose certaines pièces, comme sa sœur Isabel Güell.
Avec les femmes artistes de la revue Feminal, elle est trésorière de la commission pour l'hommage à la peintre Pepita Texidor Torres – Dolors Monserdà en est la présidente d'honneur et Carme Karr et Francesca Bonnemaison en sont les vice-présidentes - afin de récolter de l'argent pour le monument érigé en sa mémoire dans le parc de la Ciutadella de Barcelone.
Elle est amie avec les peintres Lluïsa Vidal i Puig, Ramon Casas et Santiago Rusiñol, et assistent ensemble aux rencontres modernistes de Sitges.
Féministe, participant à la revue catalane féministe Feminal, elle manifeste avec les peintres Antònia Ferreras et Pepita Texidor contre la monopolisation des salles d'expositions par les artistes hommes.
Elle s'installe dans le Béarn à la fin de sa vie, et meurt en 1933 d'une longue maladie, dans la ville de Pau.